# Kamenica, Sevnica
Kamenica je razloženo naselje z gručastim jedrom v Občini Sevnica. Leži nad Mirnsko dolino, severovzhodno od Krmelja. Dostopna je po cesti, ki se v bližini križišča odcepi od ceste v Krmelj. 
Pod gričem Kamenškim (475 m) severno nad naseljem je istoimenski vinogradniški zaselek, vzhodno od jedra pa zaselek Kose. Pod njim je gozdnata dolina Kameniškega potoka, na jugu pa dolina Zevnik z njivami in travniki. Tam na gričku (284 m) na samem stoji cerkev sv. Marjete, prvič omenjena že leta 1391.